# Gerhard Haerendel
Gerhard Haerendel, född 24 december 1935, är en tysk fysiker. Han är professor i fysik vid Max-Planck-Institut für extraterrestrische Physik i Garching bei München. Han invaldes 1990 som utländsk ledamot av svenska Vetenskapsakademien.